# Gunnar Assarsson
Gunnar Olof Assarsson, född 1 mars 1893 i Västerviks församling, död 24 mars 1963 i Danderyds församling, var en svensk kemist.
Gunnar Assarsson var son till läroverksadjunkten Nils Assarsson. Efter studentexamen i Västervik 1911 blev han 1915 filosofie magister och 1919 filosofie licentiat vid Uppsala universitet. Assarsson arbetade 1920-1935 som torvkemist och kemist vid Sveriges geologiska undersökning och var från 1935 biträdande kemist där. 1936 blev han filosofie doktor vid Stockholms högskola. Assarsson företog studieresor i Tyskland och utförde analyser av malmer och jordarter, undersökte kvaliteten hos betong och konststen och deltog i utredningar av förstörelse av betong (1928-1929) samt om möjligheten av att framställa olja ur torv och skiffer (1938-1939). Han var en av sin tids främsta cementforskare och utgav flera arbeten i frågor om cementets kemi.